# Guds 99 namn

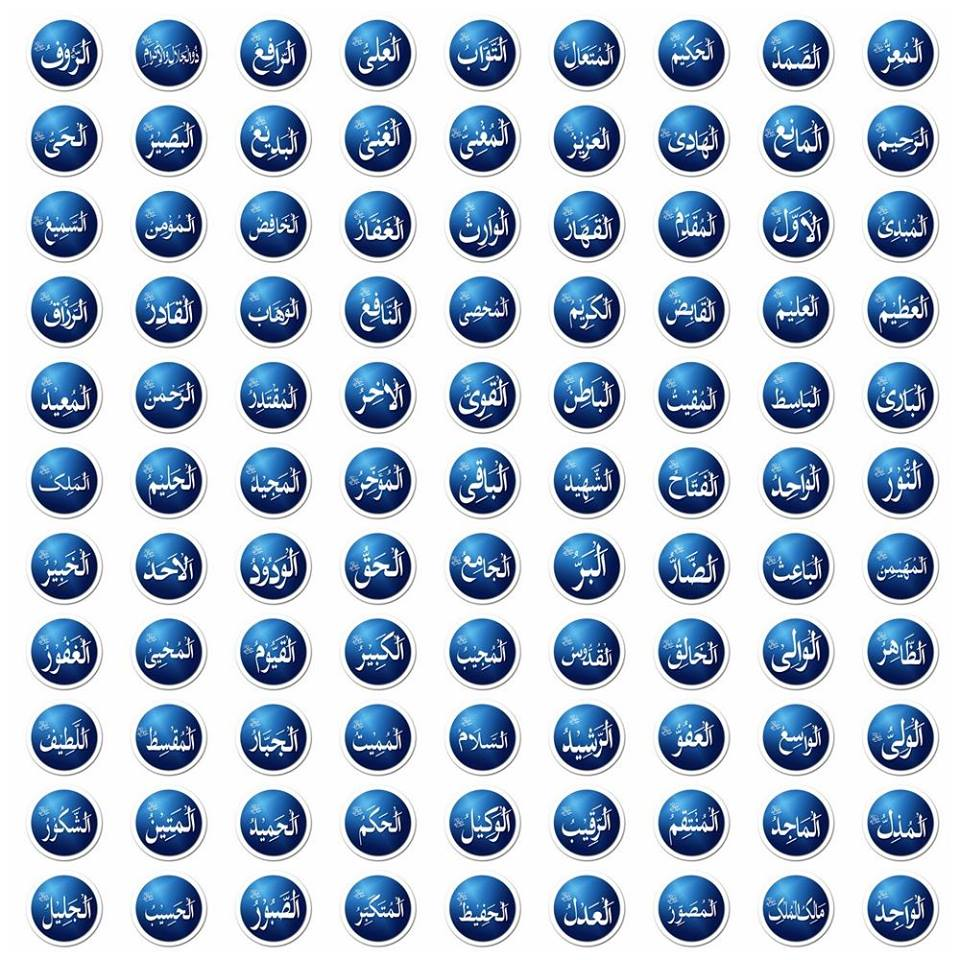
Guds 99 namn på arabiska.

Inom den islamiska religionen har Gud, enligt profeten Muhammed, nittionio namn. Muhammed säger även att den som lär sig alla namnen kommer att få en plats i paradiset.

## De 99 namnen
Observera att översättningen oavsiktligt kan vara felaktig eller förvrängd på vissa ställen. Observera också att listan finns i flera versioner, till exempel med Allah som första namn och utan Al-'Aḥad (nummer 67 här).
| Nr | Translitteration         | Arabiska            | Översättning (kan variera beroende på sammanhang)                                                          |
| -- | ------------------------ | ------------------- | --- |
| 1  | Ar-Rahman                | الرحمن              | Den barmhärtige, Den välgörande, Den oändligt gode                                                         |
| 2  | Ar-Rahim                 | الرحيم              | Den nåderike, Den mest nåderike                                                                            |
| 3  | Al-Malik                 | الملك               | Konungen, Suveränen, Den högste herren                                                                     |
| 4  | Al-Quddūs                | القدوس              | Den helige, Den allra heligaste                                                                            |
| 5  | As-Salam                 | السلام              | Freden, Välsignaren, Fredens källa                                                                         |
| 6  | Al-Mu'min                | المؤمن              | Den trofaste, Garanten, Trons väktare, Den som inspirerar tro, Den absolut pålitlige                       |
| 7  | Al-Muhaymin              | المهيمن             | Beskyddaren, Väktaren, Bevararen                                                                           |
| 8  | Al-Azīz                  | العزيز              | Den allsmäktige                                                                                            |
| 9  | Al-Jabbar                | الجبار              | Den tilldragande, Den oemotståndlige                                                                       |
| 10 | Al-Mutakabbir            | المتكبر             | Den oerhörde, Den majestätiske, Den storslagne                                                             |
| 11 | Al-Khaliq                | الخالق              | Skaparen                                                                                                   |
| 12 | Al-Bari'                 | البارئ              | Den rättmätige, Utvecklaren, Den som skapar ordning                                                        |
| 13 | Al-Musawwir              | المصور              | Gestaltaren, Formaren av alla former, Den som formger skönhet                                              |
| 14 | Al-Ghaffar               | الغفار              | Den för evigt förlåtande                                                                                   |
| 15 | Al-Qahhar                | القهار              | Segraren, Den mest bemästrande, Den oemotståndlige                                                         |
| 16 | Al-Wahhab                | الوهاب              | Givaren av allt, Den bestående givaren                                                                     |
| 17 | Ar-Razzaq                | الرزاق              | Försörjaren, Upprätthållaren, Den för evigt förseende                                                      |
| 18 | Al-Fattah                | الفتاح              | Den öppnande, Segergivaren, Den segrande                                                                   |
| 19 | Al-ʿAlīm                 | العليم              | Den allvetande                                                                                             |
| 20 | Al-Qabid                 | القابض              | Den sammandragande, Den mest behärskade, Den som gör allting klart                                         |
| 21 | Al-Basit                 | الباسط              | Den utvidgande                                                                                             |
| 22 | Al-Khafid                | الخافض              | Förödmjukaren                                                                                              |
| 23 | Ar-Rafi'                 | الرافع              | Upphöjaren                                                                                                 |
| 24 | Al-Mu'izz                | المعز               | Givaren av heder, Den som höljer i ära                                                                     |
| 25 | Al-Mudhill               | المذل               | Givaren av skam, Den som höljer i vanära                                                                   |
| 26 | As-Sami'                 | السميع              | Den allhörande                                                                                             |
| 27 | Al-Basīr                 | البصير              | Den allseende                                                                                              |
| 28 | Al-Hakam                 | الحكم               | Domaren, Medlaren                                                                                          |
| 29 | Al-ʿAdl                  | العدل               | Den rättvise, Den fullständigt rättvise                                                                    |
| 30 | Al-Latīf                 | اللطيف              | Den välvillige, Den subtile, Den skarpsinte, Den allgenomträngande, Den milt allhärskande                  |
| 31 | Al-Khabīr                | الخبير              | Vetaren av allting, Den medvetne, Den allmedvetne                                                          |
| 32 | Al-Halim                 | الحليم              | Den tålmodige, Den överseende, Den fördragsamme, Den milde                                                 |
| 33 | Al-Azīm                  | العظيم              | Den store, Den magnifike, Den oändlige                                                                     |
| 34 | Al-Ghafūr                | الغفور              | Den för evigt förlåtande, Den allförlåtande, Den som ständigt förlåter                                     |
| 35 | Ash-Shakūr               | الشكور              | Den tacksamme, Den uppskattande                                                                            |
| 36 | Al-Aliyy                 | العلي               | Den högste, Den upphöjde, Den sublime                                                                      |
| 37 | Al-Kabīr                 | الكبير              | Den store                                                                                                  |
| 38 | Al-Hafīz                 | الحفيظ              | Upprätthållaren, Bevararen                                                                                 |
| 39 | Al-Muqīt                 | المقيت              | Uppehållaren, Uppfödaren, Näringsgivaren, Den närande                                                      |
| 40 | Al-Hasib                 | الحسيب              | Den beräknande, Den alltillräcklige, Räkenskapsföraren                                                     |
| 41 | Al-Jalīl                 | الجليل              | Den kungligaste, Den sublime, Den mäktige, Den mest majestätiske                                           |
| 42 | Al-Karīm                 | الكريم              | Den generöse, Den mest generöse, Den allfrikostige, Den storsinte                                          |
| 43 | Ar-Raqīb                 | الرقيب              | Den allseende, Den vakande, Den vaksamme                                                                   |
| 44 | Al-Mujīb                 | المجيب              | Den besvarande, Den tillgänglige, Besvararen av böner                                                      |
| 45 | Al-Wāsi'                 | الواسع              | Den allomfattande, Den väldige                                                                             |
| 46 | Al-Hakīm                 | الحكيم              | Den vise                                                                                                   |
| 47 | Al-Wadūd                 | الودود              | Den kärleksfulle, Den älskande, Den mest älskvärde                                                         |
| 48 | Al-Majīd                 | المجيد              | Den lysande, Den mest ärorike                                                                              |
| 49 | Al-Ba'ith                | الباعث              | Uppväckaren, Den som väcker de döda till liv                                                               |
| 50 | Ash-Sahid                | الشهيد              | Vittnet, Bevittnaren                                                                                       |
| 51 | Al-Haqq                  | الحق                | Sanningen, Den riktige, Den sanne, Verkligheten                                                            |
| 52 | Al-Wakīl                 | الوكيل              | Den förtrogne, Förvaltaren, Förmyndaren, Beskyddaren, Den ytterligt pålitlige                              |
| 53 | Al-Qawiyy                | القوى               | Den starke, Den starkaste, Ägaren av all styrka                                                            |
| 54 | Al-Matīn                 | المتين              | Den beslutsamme, Den faste, Den kraftfulle, Den mest ståndaktige                                           |
| 55 | Al-Waliyy                | الولى               | Vännen som skyddar, Den försvarande vännen, Beskyddaren, Hjälparen                                         |
| 56 | Al-Hamīd                 | الحميد              | Den lovvärde, Den mest berömlige                                                                           |
| 57 | Al-Muhsi                 | المحصى              | Den beräknande, Räknaren av allting, Värdesättaren, Den som känner till allting                            |
| 58 | Al-Mubdi'                | المبدئ              | Ursprunget, Skaparen, Tillverkaren, Initiativtagaren, Orsaken                                              |
| 59 | Al-Mu'īd                 | المعيد              | Återupprättaren, Den som tar tillbaka allting                                                              |
| 60 | Al-Muhyī                 | المحيى              | Livgivaren, Givaren av liv                                                                                 |
| 61 | Al-Mumīt                 | المميت              | Dödsbringaren, Den som bringar död, Förstöraren, Tagaren av liv                                            |
| 62 | Al-Hayy                  | الحي                | Den levande, Den odödlige                                                                                  |
| 63 | Al-Qaiyūm                | القيوم              | Den självuppehållande, Den självinrättande uppehållaren av allt, Den absolut oberoende,                    |
| 64 | Al-Wajid                 | الواجد              | Den finnande, Den fullkomlige, Den som aldrig misslyckas                                                   |
| 65 | Al-Majid                 | الماجد              | Den ädle, Den ärorike, Den magnifike                                                                       |
| 66 | Al-Wahid                 | الواحد              | Den ene, den unike                                                                                         |
| 67 | Al-'Aḥad                 | الأحد               | Den ende, den odelbare                                                                                     |
| 68 | As-Samad                 | الصمد               | Den evige, Den självtillräcklige, Den ogenomtränglige, Den evigt bestående                                 |
| 69 | Al-Qadir                 | القادر              | Den kunnande, Den allsmäktige, Herren över absolut fri vilja                                               |
| 70 | Al-Muqtadir              | المقتدر             | Den mäktige, Bestämmaren av allt, Den dominerande, Skaparen av all makt                                    |
| 71 | Al-Muqaddim              | المقدم              | Utgivaren, Den sändande, Den som lägger fram, Den som skapar närhet                                        |
| 72 | Al-Mu'akhir              | المؤخر              | Försenaren, Den som lägger bort, Den som skapar distans                                                    |
| 73 | Al-Awwal                 | الأول               | Den förste                                                                                                 |
| 74 | Al-Akhir                 | الأخر               | Den siste                                                                                                  |
| 75 | Az-Zahir                 | الظاهر              | Den uppenbare, Den yttre, Den manifesterade                                                                |
| 76 | Al-Batin                 | الباطن              | Den fördolde, Den inre, Den gömde                                                                          |
| 77 | Al-Wali                  | الوالي              | Beskyddaren, Den regerande                                                                                 |
| 78 | Al-Muta'ali              | المتعالي            | Den mest upphöjde, Den suveräne, Den transcendente                                                         |
| 79 | Al-Barr                  | البر                | All godhets källa, Den vänligaste och rättvisaste, Den som gör gott                                        |
| 80 | At-Tawwab                | التواب              | Den som godtar ånger, Den alltid återkommande, Den som visar vägen till ånger, Den som gör ånger lätt      |
| 81 | Al-Muntaqim              | المنتقم             | Hämnaren                                                                                                   |
| 82 | Al-'Afuww                | العفو               | Benådaren, Förlåtaren av synder, Utplånaren av synder                                                      |
| 83 | Ar-Ra'ūf                 | الرؤوف              | Den milde, Den medlidsamme                                                                                 |
| 84 | Malik-al-Mulk            | مالك الملك          | Ägaren av all suveränitet, Ägaren av absolut suveränitet, Ägaren av allt, Den som härskar för evigt        |
| 85 | Dhu-al-Jalal wa-al-Ikram | ذو الجلال و الإكرام | Herren över majestät och frikostighet, Ärans och godhetens herre                                           |
| 86 | Al-Muqsit                | المقسط              | Den rättrådige, Den rättvise, Den jämställande                                                             |
| 87 | Al-Jamiʿ                 | الجامع              | Den samlande, Förenaren                                                                                    |
| 88 | Al-Ghanī                 | الغنى               | Den rike, Den ensamt tillräcklige, Den allrike, Den självständige, Den oändligt rike, Den totalt oberoende |
| 89 | Al-Mughnī                | المغنى              | Den berikande, Utsmyckaren, Frigöraren, Befriaren, Den som tillgängliggör                                  |
| 90 | Al-Māniʿ                 | المانع              | Den förhindrande, Försvararen, Hjälparen, Den som förhindrar det skadliga                                  |
| 91 | Ad-Dārr                  | الضار               | Den som skapar det skadliga (förekommer endast i hadith.)                                                  |
| 92 | An-Nāfiʿ                 | النافع              | Den välvillige, Den gynnsamme, Välgöraren, Skaparen av det goda                                            |
| 93 | An-Nūr                   | النور               | Ljuset |
| 94 | Al-Hadi                  | الهادي              | Vägvisaren                                                                                                 |
| 95 | Al-Badi                  | البديع              | Den ojämförlige, Skaparen                                                                                  |
| 96 | Al-Baqi                  | الباقي              | Den evigt bestående, Den evigt förblivande, Den för evigt varande                                          |
| 97 | Al-Warith                | الوارث              | Arvtagaren, Den högste arvingen, Den som ärver allt                                                        |
| 98 | Ar-Rashīd                | الرشيد              | Vägledaren, Den rättfärdige läraren, Den ofelbare vetaren, Den som leder på rätt väg                       |
| 99 | As-Sabūr                 | الصبور              | Den tålmodige, Den tidlöse                                                                                 |

### Ytterligare namn
Ytterligare ett epitet som förekommer i Koranen är Dhul Fadl al Azim (ذو الفضل العظيم) "Den vars nåd är en outsinlig källa" (2:105, 3:74, 8:29, 57:21, 57:29, 62:4), men detta ingår inte i den traditionella listan över Guds 99 namn.
Följande lista innehåller namn som inte ingår i den ovanstående listan med 99 namn.
| Translitteration  | Arabiska        | Översättning                                          | Förekomst i Koranen |
| ----------------- | --------------- | ----------------------------------------------------- | ------------------- |
| Al-Maalik         | المالك          | Den sanne, fullkomlige och styrande kung över allting | 2 gånger            |
| Al-Malīk          | المليك          | Den ständiga kung och styrande över allting           | 1 gång              |
| Dhul Fadl al Azim | ذو الفضل العظيم | Den vars nåd är en outsinlig källa                    |                     |

Enligt Bahá'í-tron uppenbarades Guds 100:e och största namn – bahá, som både är ett substantiv (strålglans, överjordisk klarhet) och ett adjektiv (allstrålande, himmelskt klar) – för grundarna av och för flera av de första anhängarna till denna nya religion. Ordet Abhá är superlativformen av bahá'í, och de bahá'í-troende brukar upprepa orden Alláhu Abhá (Gud, den mest lysande) i samband med bön eller meditation.

## Ordspråk
Det finns ett uråldrigt arabiskt ordspråk som lyder "Gud har 99 namn och endast kamelen vet det hundrade". Talet 100 representerar allt rent symboliskt och genom användandet av talet 99 symboliskt för Guds antal namn menas alla namn som finns, har funnits och kommer att finnas - minus 1, vilket är just det namn som används nu. Den symboliska kamelen i ordspråket representerar det mänskliga behovet av ord som representerar Gud, vilket kamelen eller djur i allmänhet saknar. Det är just i avsaknaden som de två delarna av ordspråket möts. Insikten hör ihop med att vi är underställda vårt medvetandes behov, vilket logiskt också blev grundpelaren i islam: Underkastelse under Guds vilja.